# ハンサン -龍の出現-
『ハンサン -龍の出現-』（-りゅうのしゅつげん、原題：한산: 용의 출현）は、2022年公開の韓国映画。
キム・ハンミン監督が2014年の『バトル・オーシャン 海上決戦』に続いてイ・スンシン（李舜臣）を主人公とし、壬辰倭乱（文禄の役）における閑山（ハンサン）島海戦を描いた史劇アクション映画である。
2023年にはキム・ハンミン監督によるイ・スンシン（李舜臣）を主人公として露梁海戦を描いた歴史大作3部作の最終作『ノリャン -死の海-』が公開された。

## キャスト
※括弧内は日本語吹替。
- イ・スンシン（李舜臣）：パク・ヘイル（野島裕史）
- 脇坂安治：ピョン・ヨハン（山本兼平）
- オ・ヨンダム（魚泳潭）（朝鮮語版）：アン・ソンギ（上別府仁資）
- イム・ジョニヨン（任俊英）（朝鮮語版）：オク・テギョン（柳田淳一）
- ウォン・ギュン（元均）：ソン・ヒョンジュ（山本満太）
- ジュンサ（俊沙）（朝鮮語版）：キム・ソンギュ（早川毅）
- 加藤嘉明：キム・ソンギュン（鳴海崇志）
- チョン・ボルム：キム・ヒャンギ（春名風花）
- イ・オッキ（李億祺）：コンミョン（沢城千春）

## スタッフ
- 監督・製作：キム・ハンミン（朝鮮語版）
- 脚本：キム・ハンミン、ユン・ホンギ、イ・ナラ
- 撮影・音楽：キム・テソン
- 美術：チョ・ファソン
- 照明：キム・キョンソク
- 編集：イ・カンヒ、アン・ヒョンガン

## 受賞歴
- 第43回青龍映画賞 - 助演男優賞（ピョン・ヨハン）
- 第58回大鐘賞 - 助演男優賞（ピョン・ヨハン）